# Reiðhóll
Reiðhóll är en kulle i republiken Island. Den ligger i regionen Norðurland vestra, 190 km nordost om huvudstaden Reykjavík. Toppen på Reiðhóll är 706 meter över havet.
Trakten runt Reiðhóll är nära nog obefolkad, med mindre än två invånare per kvadratkilometer. Det finns inga samhällen i närheten. Trakten runt Reiðhóll består i huvudsak av gräsmarker.